# 清成月恵
清成 月恵（きよなり つきえ、7月13日 - ）は、日本の女優、モデル。
かつては清成 咲月（きよなり さつき）の芸名で活動し、スカイアイ・プロデュースに所属していた。 

## 人物・エピソード
- 中学時代は生徒会長を務める。
- 小学生からミニバスケットボールを始め、中・高校時代はバスケットボール部に所属していた。
- フィリピンに約2ヶ月間語学留学をしており英語は堪能。
- 好きな食べ物:桃・ピザ。
- 書道研究泉会学生の部の最高段位を取得（毛筆、硬筆共に）。市の書道大会には学校代表として毎年出場していた。
- 趣味:ホットヨガ・ドラマ鑑賞・弾き語り。
- 2015年3月頃までシンガーソングライターとして活動していた時期がある。
- Luce-diem(ルースディエム)というバンドでギターボーカルしていた[1]。現在のTwitterアカウントはその名残である。
- 2018年2月から約2年間17 Liveで配信[2]。
- 2019年に着物免許四級 師範[3]、きもの国際免許[4]を取得。
- 初の準レギュラー出演となったTBS系 日曜劇場『グランメゾン東京』の第3話でジビエコンテストのシーンがあるが、直後に「房総ジビエコンテスト」の審査員を実際に務めている。これは全くの偶然で本人もとても驚いたと言っている。
- 2020年3月、2018年2月から所属していた芸能事務所スカイアイ・プロデュースを退所。
- 2020年4月、芸名を清成咲月から清成月恵（きよなり つきえ）に改名した。
- 2020年4月、BIGO Live（ビゴライブ）にて配信開始。

## 出演

### 映画
2012年
- 「BLOODLESS」(山本清史監督)　レイ役

2020年
- ShortFilm「リモートオーディション」[5] (堀内博志監督)　キヨナリ役
- 「レディ・トゥ・レディ」(藤澤浩和監督)  同窓生役

2020年
- 「魔が差す」監督、出演

### 映像作品
2022年
- 「モブん家」 生配信×舞台×ドラマ　母役

### テレビ
2018年
- テレビ東京 木ドラ25『恋のツキ』第10話 映画祭の宣伝部 村上役
- 日本テレビ ザ!世界仰天ニュース「危険な食べ物&身近な大爆発‼︎命の危機4時間SP」再現VTR 飲み会のお友達役

2019年
- WOWOW連続ドラマW『絶叫』第2話 風俗譲役
- NHK大河ドラマ『いだてん〜東京オリムピック噺〜』第22話 遊女役
- TBS系 火曜ドラマ『Heaven?〜ご苦楽レストラン〜』 第1話 レストラン客役
- フジテレビ系 木曜劇場 『ルパンの娘』 第1話 コンシェルジュ役
- TBS系 『凪のお暇』第2話 BBQパーティの慎二（高橋一生）の同級生役
- NHKドラマ10『これは経費で落ちません!』第2話 皆瀬織子（片瀬那奈）のメイク役
- フジテレビ系 木曜劇場 『ルパンの娘』 第7話 仲居役
- NHKドラマ10『これは経費で落ちません!』第9話 高級クラブのママ役
- TBS系 日曜劇場『グランメゾン東京』レストランgaku コック役（準レギュラー）

2020年
- TBS系 火曜ドラマ『この恋あたためますか』ドルチェキッチン パティシエ役

### 舞台
2018年
- エアースタジオ『A-Garege OPENING LIVE!!!』
- エアースタジオ『GO,JET!GO!GO! vol.1』ヒロイン・あかね役

### 広告
2018年
- 花王キュレルCM
- タイヤ館TVCM「スタッドレスタイヤを買うならタイヤ館」篇 - 眞島秀和、矢本悠馬と共演（冬季限定）

2019年
- チェジュ航空静岡⇔ソウル線 今春新規就航！ カップル編（静岡限定CM）
- 花王キュレルCM第二弾
- ミツカンCUPCOOK「授与」編
- ミツカンCUPCOOK「呼び掛け」編
- Pioneer サイバーナビ　カップル役（Webサイト商品インサイト動画）

2020年
- カインズホームTVCM 楽カジ ランドリー編
- 西武文理大学 看護学部公式イメージ動画
- 船橋ケイバWebCM「HeartBeat」篇
- スペースマーケット 忘年会編

### MV
2018年
- NGT48 TeamG『カーテンの柄』MV 10.10発売『世界の人へ』Type-B収録

### イベント
2019年
- 東京マラソン2019 表彰式プレゼンター
- ICD ASIA REALITY HAIR SHOW モデル

2020年
- 房総ジビエコンテスト2020[6]、一般審査員（インフルエンサー）
- Next Gate Collection、ファッションショー（2020年1月24日、みなとみらい駅クイーンズスクエア）
- ミス・マンダリン・ファッションアワード日本大会、ファイナリスト（2020年7月18日）

### その他
2020年
- ヨコモリ電池屋コーポレーション THERMOGRAPH取り扱い説明動画（声の出演）

## 受賞
- きものクイーンコンテスト2018[7]　フォトジェニック賞